# Hora Svaté Kateřiny
Hora Svaté Kateřiny là một thị trấn thuộc huyện Most, vùng Ústecký, Cộng hòa Séc.